# Cortellazzo
Cortellazzo is een plaats (frazione) in de Italiaanse gemeente Jesolo.